# Hervé Guilleux
Hervé Guilleux (Le Mans, 15 februari 1956) is een Frans voormalig motorcoureur. Hij is eenmalig Grand Prix-winnaar in het wereldkampioenschap wegrace.

## Carrière
Guilleux maakte in 1973 zijn motorsportdebuut in een kampioenschap dat uitsluitend met Kawasakis verreden werd. In 1975 debuteerde hij in de 250 cc-klasse van het wereldkampioenschap wegrace op een Harley-Davidson in zijn thuisrace, maar wist zich niet te kwalificeren. In 1976 en 1977 schreef hij zich wederom in voor zijn thuisraces op een Yamaha, maar verscheen hierin opnieuw niet aan de start. In 1979 startte hij in Frankrijk zijn eerste races in het WK. In de 500 cc-klasse reed hij op een BUT naar de dertiende plaats, terwijl hij in de 350 cc-klasse voor BUT-Yamaha vierde werd.
In 1980 reed Guilleux zijn eerste volledige seizoen in het WK 350 cc voor BUT. Hij was echter weinig succesvol; hij kwam enkel met een dertiende plaats in de TT van Assen aan de finish en scoorde zodoende geen WK-punten. In 1981 reed hij een volledig seizoen in de 250 cc op een Siroko-Rotax. Een vierde plaats in de seizoensopener in Argentinië was zijn beste resultaat en hij werd met 10 punten twintigste in de eindstand. Daarnaast reed hij voor Siroko in de 350 cc-race in Groot-Brittannië en voor Yamaha in de 500 cc-race in Frankrijk, maar kwam in geen van beide gevallen aan de finish.
In 1982 richtte Guilleux zich meer op de enduranceracerij; zo werd hij tweede in het FIM Endurance World Championship. Ook won hij voor Kawasaki, samen met Jean Lafond en Patrick Igoa, de Bol d'Or. In het WK wegrace reed hij enkel in de 250 cc-race in Frankrijk voor Rotax-Kobas, maar kwam hierin niet aan de finish. In 1983 beleefde hij zijn meest succesvolle seizoen in het WK 250 cc. Op een Kawasaki behaalde hij in de seizoensopener in Zuid-Afrika zijn eerste podiumplaats, voordat hij in Spanje zijn enige Grand Prix won. Vervolgens stond hij in de TT van Assen en in Zweden nog op het podium. Met 63 punten werd hij achter Carlos Lavado, Christian Sarron en Didier de Radiguès vierde in het kampioenschap.
In 1984 reed Guilleux de eerste zes races in het WK 250 cc voor Yamaha, waarin een veertiende plaats in Duitsland zijn enige finish was. Pas in 1987 keerde hij terug naar het wereldkampioenschap, waarin hij ditmaal in de 500 cc-klasse acht races voor Fior-Honda reed. Hierin was een achttiende plaats in Groot-Brittannië zijn beste resultaat. In 1988 beëindigde hij zijn motorsportcarrière.